# Franka Černic
Franka Ferletič, por. Černic, slovenska učiteljica, kulturna delavka in urednica, * 9. marec 1952, Doberdob, † 9. november 1991, Doberdob.

## Življenje in delo
Rodila se je v družini delavca v tržaški ladjedelnici Rada in gospodinje Marice Ferletič rojene Juren. V rojstnem kraju je obiskovala osnovno šolo, klasično gimnazijo pa v Gorici. Leta 1978 je na filozofski fakulteti tržaške Univerze diplomirala iz književnosti z nalogo Kulturno poslanstvo Stalnega gledališča Slovencev v Italiji. V letih 1974−77 je bila knjižničarka v doberdobski občinski knjižnici; v šolskem letu 1977/78 je poučevala na srednji šoli Ivan Trinko v Gorici in 1978/79 na goriškem slovenskem učiteljišču. V letih 1979−82 je bila v službi pri slovenskem stalnem gledališču v Trstu, od maja 1982 do 1991 pa je bila urednica slovenskih oddaj pri Radiu Trst A.
Raziskovala je kulturno preteklost Doberdoba, kjer je tudi obnovila delovanje nekaj slovenskih društev, vodila in organizirala mladino, za najmlajše pa pripravljala Miklavževa obdarovanja. Med njenimi pomembnejšimi radijskimi deli pa sta bila ciklusa: Gledališki glasovi po stezah spominov (cikel 32 vsebinsko povezanih radijskih oddaj o zgodovini slovenskega stalnega gledališča v Trstu) in Med Brdi in Jadranom (cikel 32 vsebinsko povezanih radijskih oddaj o vseh kulturnih in prosvetnih društvih na Goriškem). S članki in poročili se je oglašala tudi v zamejskih časopisih.
Organizirala je in več let vodila slovenske skavtinje v zamejstvu.